# قدرت هرم

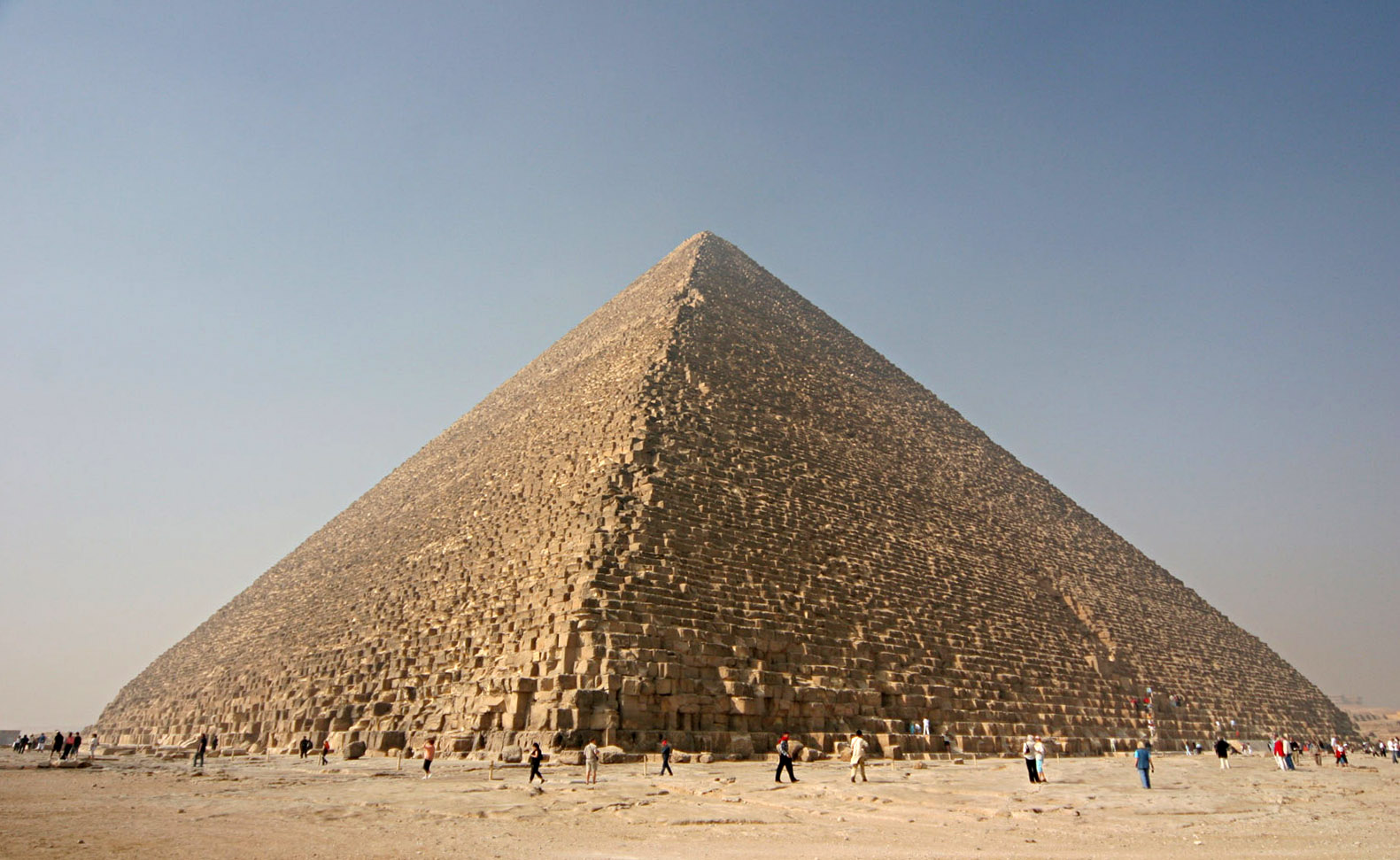
هرم بزرگ خئوپس در مصر

قدرت هرم اشاره به ادعای خواص فراطبیعی یا ماوراءالطبیعه بودن اهرام مصر باستان و اشیائی که شکل مشابه دارند می‌باشد. بنا به این ادعاهای اثبات نشده، با استفاده از این قدرت، مدل یک هرم می‌تواند برای حفظ مواد غذایی، تیز یا حفظ تیغ ریش‌تراشی و بهبود سلامت اثر داشته باشد.
هیچ شاهد علمی که قدرت هرم را تأیید کند وجود ندارد.

## تاریخچه

هرم مقوایی که کارل دربال ساخت

این ادعا که مدل‌های کوچک هرم خاصیت‌های ویژه‌ای دارند در داستانی از نویسنده‌ای به نام آنتوان بوویس (به انگلیسی: Antoine Bovis) مطرح شده‌است.
در این داستان بوویس تصادفاً در سفری که به مصر داشته به اتاق فرعون وارد می‌شود. او متوجه شد که زباله‌های به‌جای مانده از توریست‌ّها و جسد حیوانات مرده در این اتاق حفظ و خشک شده‌اند و نتیجه گرفت که شاید این امر به خاطر خاصیت این اتاق و فرم هرمی ساختمان بوده‌باشد.
این ایدۀ بوویس در سال ۱۹۴۹ مورد توجه یک مهندس رادیو به نام کارل دربال (به انگلیسی: Karel Drbal) قرار گرفت. دربال مدلی از هرم با مقوا ساخت و جسد موش مرده‌ای را در آن قرار داد. ادعا می‌شود که جسد بدون اینکه از بین برود خشک شد. با این حال بوویس هیچ‌گاه ادعا نکرده که به مصر سفر کرده‌است.